# Rogale (district Gołdapski)
Rogale (Duits: Rogahlen; 1938-1945: Gahlen) is een dorp in de poolse Woiwodschap Ermland-Mazurië, in het district Gołdap. De plaats maakt deel uit van de landgemeente Banie Mazurskie en telt 60 inwoners.
Zij ligt 8 kilometer ten noordoosten van Banie Mazurskie, 14 kilometer ten westen van Gołdap en 120 kilometer ten noordoosten van Olsztyn.

## Geschiedenis
In 1818 woonden er 93 mensen in het toenmalige Rogahlen, maar in 1863 was dat aantal gestegen tot 317. De landgemeente Rogahlen behoorde tot de Landkreis Darkehmen (1938–1946 Angerapp, tegenwoordig Russisch: Osjorsk) in het Regierungsbezirk Gumbinnen (Gussew) van de Pruisische provincie Oost-Pruisen.
In 1910 woonden hier 333 mensen, waarvan het aantal in 1925 335 bedroeg, in 1933 opliep tot 403 en in 1939 nog 344 was. Op 3 juni 1938 (met officiële bevestiging van 16 juli 1938) werd Rogahlen omgedoopt tot "Gahlen". 
Als gevolg van de Tweede Wereldoorlog kwam het dorp onder Pools bestuur. Het kreeg de naam Rogale, die meerdere keren voorkomt in Polen. Tegenwoordig is de plaats opgenomen in de Gmina Banie Mazurskie in de Powiat Gołdapski van het woiwodschap Ermland-Mazurië (1975-1998 woiwodschap Suwałki) en de zetel van een Sołectwo.

## School
Rogale heeft een school sinds 1740.